# Rabrovo (Kučevo)
Rabrovo (Kučevo) (em cirílico:Раброво) é uma vila da Sérvia localizada no município de Kučevo, pertencente ao distrito de Braničevo, na região de Zvižd. A sua população era de 1166 habitantes segundo o censo de 2009.

## Demografia
| 1948  | 1953  | 1961  | 1971  | 1981  | 1991  | 2002  |
| ----- | ----- | ----- | ----- | ----- | ----- | ----- |
| 1 821 | 1 875 | 1 921 | 1 814 | 1 661 | 1 441 | 1 219 |